# 2021年ニューカレドニア独立住民投票
2021年ニューカレドニア独立住民投票（2021ねんニューカレドニアどくりつじゅうみんとうひょう、フランス語: Référendum de 2021 sur l'indépendance de la Nouvelle-Calédonie）は、フランスの海外領土であるニューカレドニアにおいて2021年12月12日に執行された、フランスからの独立の是非を問う住民投票。フランスの海外領土として残留するか、独立国となるかが問われる、2018年、2020年に続く3回目の投票である。1998年に締結されたヌーメア協定に基づくもので、同協定によって独立投票を3回実施する権利が与えられており、今回が最後の機会となった。投開票日当日に発表された暫定結果では独立反対が全体の96.5％を占め独立は否決されたが、投票率は43.9％にとどまっており、これは独立派による投票ボイコットが影響したと見られている。

## 背景
フランスは1853年にニューカレドニアを併合し、支配層となった欧州系移民と貧富の差が広がったことに対する先住民カナックの不満が独立要求という形となって現れることとなった。1987年に行われた独立を問う住民投票では独立賛成が842名（1.7%）に対して、反対は48,611名（98.3%）に達し、フランスへの残留が決定されたが、カナック社会主義民族解放戦線(FLNKS)をはじめとする大半の独立派は投票をボイコットしたため、投票率は59.10%に過ぎなかった。翌1988年には自治権の拡大を約したマティニョン合意が成立したが、合意に署名したFLNKS指導者のジャン＝マリー・チバウが翌1989年に合意反対の独立派に暗殺されるなど、混乱が続いた。
1998年5月5日にマティニョン合意を補完するヌーメア協定がフランス政府、FLNKS、カレドニア共和国運動と締結され、自治権のさらなる拡大が図られたほか、2018年までに住民投票を実施すること、たとえ否決されても議会の3分の1以上の要請があれば、2020年、2022年に再び住民投票を実施することができると定められた。2018年11月4日の住民投票の結果、独立反対が得票率56.40％と過半数となり、ニューカレドニアはフランスにとどまることとなった。2019年5月12日の自治議会選挙でも独立反対派が小差で過半数を制した。2回目となる2020年10月4日の住民投票の結果では独立反対が得票率53.26％と過半数となり、ニューカレドニアは再びフランスにとどまることとなった。2021年7月8日には、5回もの投票の末に自治政府新主席に独立派のルイ・マプが選出された。
フランスはニューカレドニアに軍事基地を設置し、インド太平洋地域の重要な戦略地点と定めており、ニューカレドニアの独立は重要な軍事拠点や権益を失うことを意味する。一方、ニューカレドニアは電気自動車のリチウムイオン二次電池に不可欠なニッケルの埋蔵量がインドネシアやオーストラリアなどに次ぐ世界第4位と多く、中華人民共和国の企業が相次ぎ開発に参入しており、最大の輸出先は中国となっているなど関係を深めている。このためニューカレドニアが独立すればニッケル確保のため中国が接近すると見られている。フランス軍事省傘下の軍事学校戦略研究所(IRSEM)は2021年9月に作成した報告書の中で、中国が在外中国人を通じてニューカレドニアの独立派に接近していると指摘している。こうした背景もあり、フランス国内では保守派議員からエマニュエル・マクロン大統領に対し、ニューカレドニア住民にフランスへの残留を呼びかけるよう要請する声も上がったが、フランス政府は住民投票への介入を避けた。

## 推移
最後の投票機会となる3回目の住民投票は、ヌーメア協定によれば2022年10月までに実施することとなっていたが、フランスのセバスチャン・ルコルニュ海外県・海外領土相は2021年6月2日、3回目の住民投票を同年12月12日に執行すると発表した。期限よりも10カ月も早い実施であり、先住民を中心とする独立派は新型コロナウイルス感染症(COVID-19)による多くの犠牲者を悼むため、伝統に従い喪に服す期間が必要であるとして投票の延期を求めたが、フランス政府は応じなかった。1回目と比べれば2回目投票は独立反対と賛成の差が縮まっており、COVID-19の感染拡大で独立派が住民からの支持を得るのに苦労する中、住民投票を早期に実施することで残留派が過半数を獲得して逃げ切る意図もあるとみられた。独立派はこうしたフランス政府の姿勢に反発し、10月には独立派のFLNKSが投票しないよう声明を発表するなど、独立を支持する先住民に対しボイコットを呼びかけたほか、否決されても結果を認めず国際連合などの場で引き続き独立を訴えていくことも視野に入れているとされた。
投票は予定通り2021年12月12日に実施された。投票に際し、フランスは治安維持のため約2,000人の警察官を本国より投入したほか、国際連合や太平洋諸島フォーラムは選挙監視団を派遣した。

## 投票資格
住民投票に投票できる特別選挙人リスト(LESC、フランス語: Liste Électorale Spéciale pour la Consultation)に載るためには、ヌーメア協定に基づき、以下の条件のうち最低でも1つを満たす必要がある。
- 1998年11月8日に執行された、ヌーメア協定承認の是非を問う住民投票への投票が認められた。
- 1998年住民投票の選挙人名簿には登録されていないが、投票するための本籍地要件は満たしていた。
- 家族、職業、医学的な理由のために1998年住民投票の選挙人名簿に登録されていなかった。
- 慣例的な市民権を持っていたか、ニューカレドニアで生まれたことで、物心両面の利益の中心がニューカレドニアにある。
- ニューカレドニアで生まれ、物心両面の利益の中心がニューカレドニアにある。
- 遅くとも2014年12月31日までにニューカレドニアに20年間継続して居住していた。
- 1989年1月1日以前に生まれ、1988年から1998年までニューカレドニアに居住していた。
- 1989年1月1日以降に生まれ、投票日に成人年齢に達し、1998年住民投票の選挙人名簿に載る資格を持った親が一人いた。

投票資格を持っており、当日に投票するために事前手続きが終わっているか否かは高等弁務官事務所のウェブサイトから確認が可能。また投票資格があるが当日ニューカレドニアにいないなどの理由で本人が投票できない場合は、事前に代理人を申請することで投票することができた。この代理人もまたLESCに登録されている必要がある。

## 結果
投開票日が行われた12月12日にフランス当局は暫定結果を公表し、それによれば独立賛成は2,755票（3.51％）、反対は75,762票（96.49％）となり、圧倒的大差で独立は否決された。投票率は43.90％にとどまっており、これは独立派による投票ボイコットが影響したと見られている。この暫定結果を受け、マクロン大統領はテレビ演説を行い「カレドニア人はフランス人であり続けることを選んだ。それは彼らが自由に決めた」と勝利宣言。今回の住民投票は協定に基づいて実施された合法的なものであり、今後はニューカレドニアの医療や経済の改善に取り組むと述べたほか、インド太平洋で緊張が高まる中、ニューカレドニアの新たな地位を構築するとも述べた。
一方、ニューカレドニア自治議会議長で独立派指導者のロック・ワミタンはフランス政府当局が喪に服すための地元の慣習を尊重せず、投票を2022年9月に延期する要望を無視されたことに反発。正当な住民投票は2018年と2020年の2つだけであり、今回の住民投票は3回目の住民投票ではなく、これはフランスの住民投票にすぎず我々の投票ではないとラジオで語り、住民投票として認めない姿勢を示した。